# GUN-DEC
《GUN-DEC》是颯美（Sammy）在1991年4月26日發售的紅白機平台動作類型遊戲，美版是在1991年11月30日發售。遊戲中除了動作類型玩法外還有競速類型和射擊類型的玩法。

## 遊戲系統
遊戲開始並沒有主選單畫面而是看完開場劇情後就直接進入第一關，在每個關卡完成後也都會有過場劇情讓玩家觀看。遊戲中多數關卡是以動作類型方式進行，少數的關卡則是以競速類型、射擊類型進行，每個關卡都有時間限制。在動作類型的關卡中，玩家可以自由選擇劍、手槍、手榴彈這三種武器攻擊，手槍、手榴彈都有彈數限制，在打倒敵人有機率掉落回復道具或是彈藥和錢幣，錢幣是收集到100枚時就會增加主角命數。在射擊類型的關卡中只能選擇手槍、手榴彈這兩種武器以移動準心方式瞄準攻擊。在競速類型的關卡則只有無彈數限制的直線射擊方式攻擊。

## 故事
游戏设定于西元2129年，地球廢除國境，犯罪也因此擴大化達到世界規模。為了對抗犯罪組織掃除罪犯而成立刑事組織「VICE」。

## 角色
ハート・ブラバム
本作男主角，27歲VICE的成員。
クリス・フォーセット
22歲VICE的成員。
ソフィア・コイズミ
26歲探偵。
メラニー・フォーラ
B.E.D.A.公司的社長。
ジェフ・リース
35歲退役軍人。

## 評價
《GUN-DEC》在《Fami通》9號的Cross Review中獲得24分（滿分40分）。另外在IGN的Top 100 NES Games中排名第47名。